# Abaya
Ne doit pas être confondu avec Djilbab.
Pour les articles homonymes, voir Abaya (homonymie).
L'abaya (عباية,ʿabāyah en arabe dialectal, عباءة,ʿabāʔah en arabe littéraire) est un vêtement traditionnel féminin, qui consiste en une longue robe, ample et couvrante. Il est principalement porté dans les pays arabes, notamment en Arabie saoudite, dans les pays du golfe Persique, dans ceux de la Corne de l'Afrique, ainsi qu'au Maghreb.

## Étymologie
Le terme est une translittération française de l'arabe عباءة (ʿabāʔah, forme littéraire) ou عباية (ʿabāyah, forme dialectale) qui se traduit littéralement par robe ou manteau, sans précision du type,. La présence du « ʿ » initial explique que certaines personnes ne font pas l'élision et disent « la abaya ».

## Description et origine
Selon le dictionnaire Le Robert, l'abaya est un vêtement féminin qui couvre l’ensemble du corps à l’exception du visage et des mains. Selon certains historiens, l'abaya remonterait aux anciennes civilisations de Mésopotamie il y a environ 4 000 ans.
À l'origine, l'abaya est un habit traditionnel chez les Bédouins, porté par les femmes dans le désert pour se protéger des conditions climatiques : le caractère ample de la robe permet de mieux supporter les fortes chaleurs et avec plus de confort.
Si l'abaya populaire en Iran ou en Arabie est souvent noire, les couleurs peuvent varier, et le vêtement peut aussi être décoré de motifs en fonction du degré de religiosité des femmes le portant ou lors d'occasions festives. Généralement, plus il y a de motifs ou de couleurs hétéroclites, moins l'aspect religieux est central dans le vêtement,,.

L'abaya est principalement portée dans les pays arabes, notamment en Arabie saoudite, dans les pays du golfe Persique, ainsi qu'au Maghreb.

Quelques types d'abayas
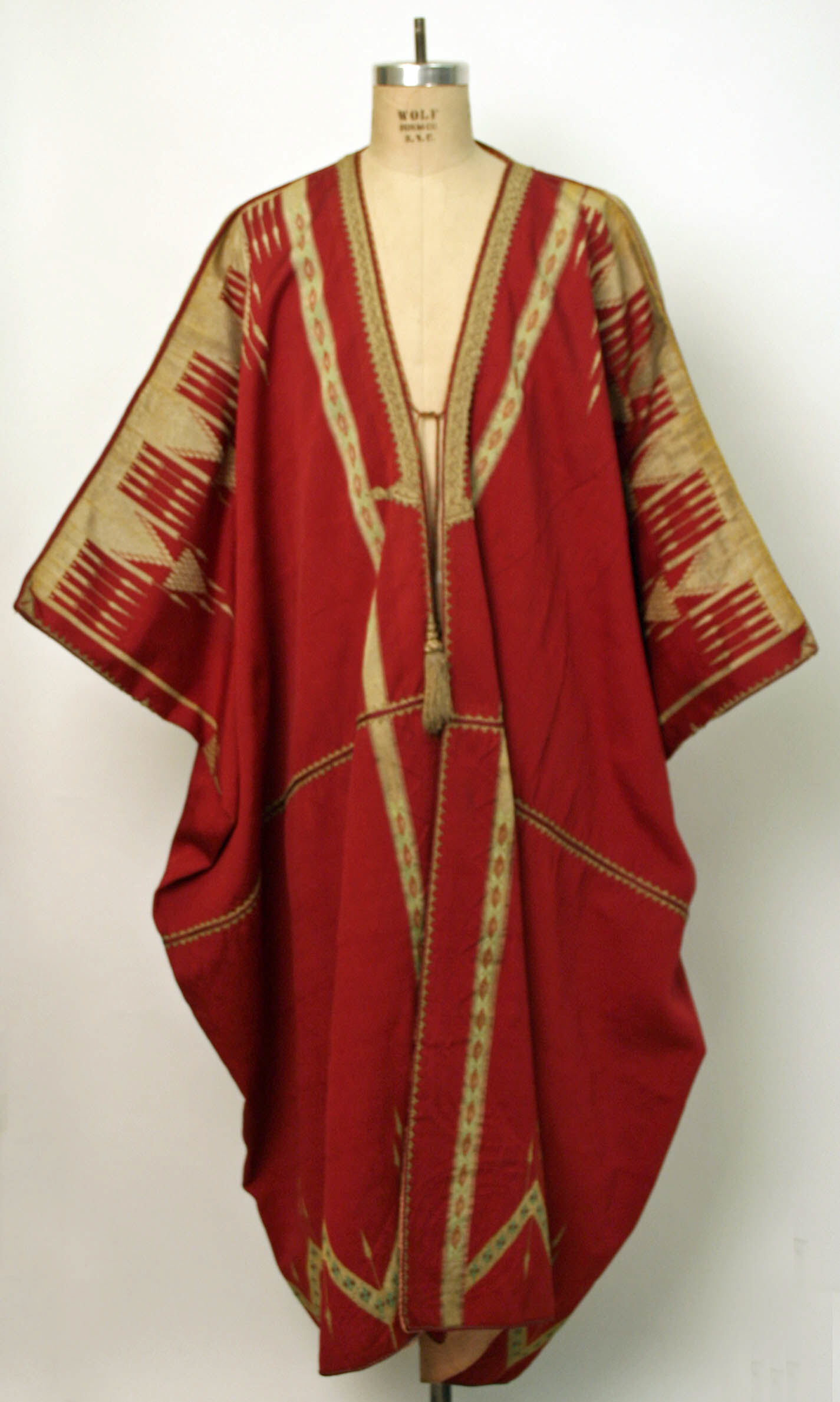
Abaya de cérémonie, XIXe siècle, collection du Metropolitan Museum of Art (États-Unis), XIXe siècle.
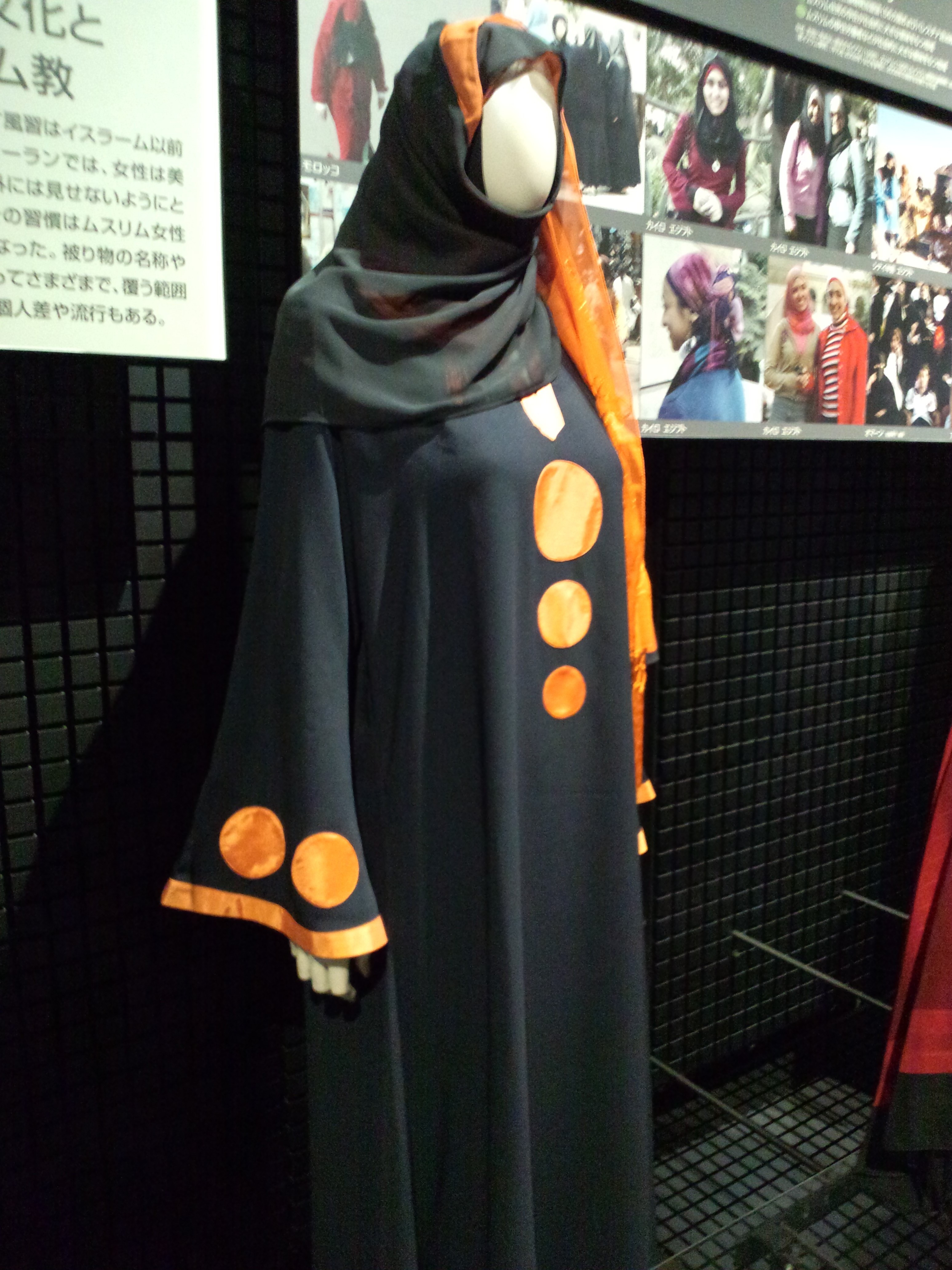
Abaya et tarha (voile), Le Caire (Égypte), 2002.
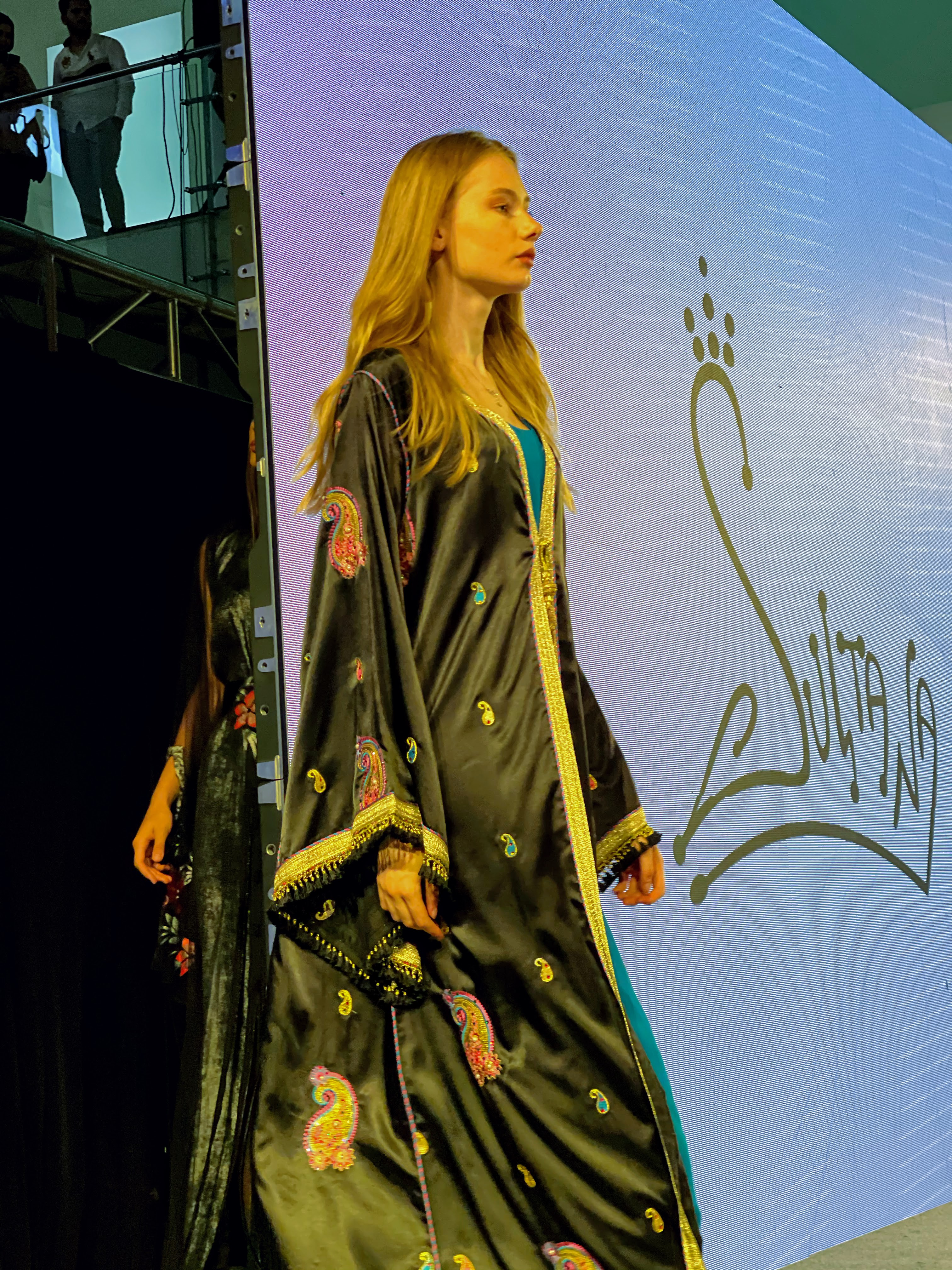
Abaya de luxe, Erbil (Kurdistan irakien), 2021.

## Abaya et Islam
Il n'existe pas de texte religieux dans l'Islam qui exige le port de cette tenue.
Le 9 février 2018, le cheikh saoudien Abdullah al-Mutlaq indique que le port de l'abaya ne fait pas partie des impératifs religieux pour les femmes musulmanes. Le 2 novembre 2022, le vice-président du Conseil français du culte musulman confirme que l'abaya n'est pas une tenue religieuse mais plutôt une forme de mode vestimentaire.
Selon Le Petit Journal, elle est un habit traditionnel des Bédouins devenu plus tard dans la péninsule Arabique un symbole religieux islamique valorisant la modestie de la femme, mais elle est aussi perçue comme un héritage culturel, différent de la question religieuse.
Un sondage Ifop réalisé en France pour Charlie Hebdo daté de septembre 2023 indique que l'abaya est massivement perçue comme ayant un caractère religieux. Le même sondage signale les sites français en ligne qui commercialisent des abayas sous ce nom, et en excluant les vêtements vendus comme robe longue, le présentent comme un vêtement à caractère religieux.

## Prestige

### Marché du luxe
L'abaya, en tant que vêtement populaire chez les femmes issues du monde arabe, est l'objet de nombreuses collections artistiques à partir du début du XXIe siècle, notamment à Dubaï où elle est considérée comme un marché du vêtement de luxe. Bien que les motifs et les modèles puissent enfreindre les prescriptions religieuses de certaines mouvances rigoristes de l'islam[évasif], cela n'influe pas réellement sur leur popularité,,.
La mode vestimentaire influence elle aussi la tendance  à remettre en cause le port de l'abaya longue, ce notamment par le biais du sport ou de l'esthétique (couturiers libanais ou occidentaux, comme John Galliano, Paule Ka (en) ou Jean-Claude Jitrois).

### Mariage du prince héritier de Jordanie
Lors du mariage de Hussein ben Abdallah, le prince héritier de Jordanie avecc Rajwa Al Saif, le 1er juin 2023 à Amman, elle porte une abaya blanche stylisée. De même, de nombreuses participantes et femmes présentes lors du mariage s'habillent de la sorte, majoritairement de couleur blanche et avec des motifs traditionnels, pour célébrer les nouveaux époux,.

## Style

### Algérie

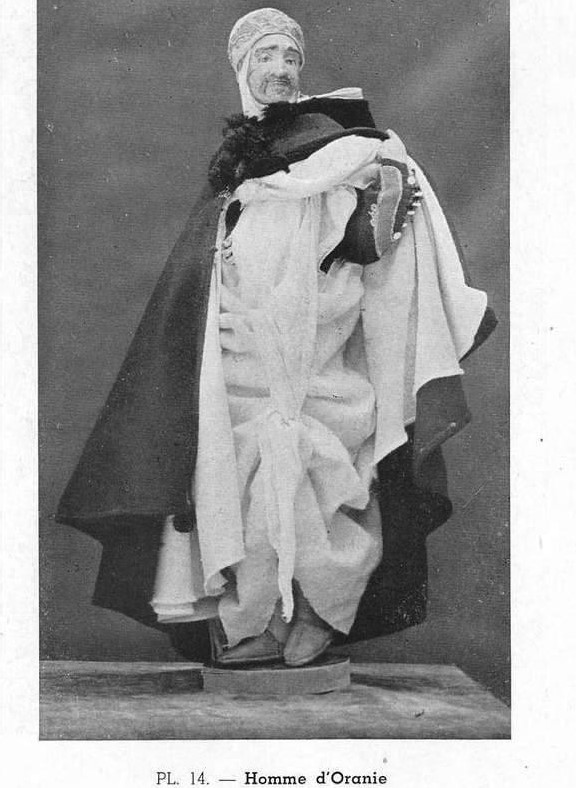
La tunique masculine appelée abaya en Oranie, mannequin exposé au musée national du Bardo à Alger.

En Algérie, dans le Constantinois, l'abaya est parfois désignée comme une robe dotée de manches très courtes. Cette tenue est confectionnée à partir d'un tissu épais de forme carrée et comporte une capuche. De plus, elle est embellie par une superposition de tulle brodé qui présente des similitudes en termes de forme et d'ouvertures.
En Oranie, l'abaya est définie comme un corsage blanc fabriqué à partir de divers matériaux tels que le lin, le coton, parfois la laine ou la soie. Ce corsage est porté par-dessus une chemise et sous un burnous ou une djellaba. Sa longueur atteint généralement la mi-jambe et il est dépourvu de manches, souvent accompagné de pans de tissu qui tombent jusqu'au milieu du bras. Dans la même région, le terme  est également utilisé pour décrire une robe féminine qui se porte par-dessus une chemise. Cette robe, confectionnée en batiste, en soie ou même en velours, est d'une longueur étendue, sans manches et présente une ouverture prononcée à l'arrière.
La robe-tunique féminine, appelée abaya, qui équivaut à la djoubba ou gandoura de l’Algérie orientale a été introduite durant la période zianide. Durant la période coloniale, elle a muté en blouza moderne.

## Réglementation

### Afghanistan
À la suite de la prise du pouvoir des talibans en Afghanistan en août 2021 et l'instauration d'un émirat islamique d'Afghanistan, les talibans imposent aux étudiantes des établissements privés, en septembre 2022, de porter une abaya, avec un niqab pour le visage, afin d'assister aux cours et ce dans des classes non mixtes tenues par des enseignantes,.

### Arabie saoudite
En 2010, l'organisation Comité permanent des recherches islamiques et de la délivrance des fatwas affirme que l'abaya est obligatoire.
Des pressions, en faveur d'une évolution, opposent les réformateurs aux tenants d’une vision plus traditionnelle de l'islam.
En 2018, l’obligation légale de la tenue modeste est contestée (sur la nécessité, la forme des vêtements…) par certains hauts dignitaires religieux dont le cheikh Abdullah al-Mutlaq qui déclare le 2 février 2018 que « plus de 90 % des femmes pieuses dans le monde musulman ne portent pas d'abaya ». D'après lui, les Saoudiennes ne devraient pas être contraintes à porter l'abaya. Les réactions à son intervention le pousse néanmoins à revenir quelques jours après « Les femmes doivent s'habiller conformément à la loi islamique… cela signifie se couvrir la tête et les épaules ainsi que leur corps avec des vêtements amples qui ne révèlent pas le corps. Les vêtements ne doivent pas ressembler à ceux des hommes et des femmes impudiques, être épais et non transparents et ne pas être parfumés ».
En mars 2018, le prince héritier d'Arabie saoudite Mohammed ben Salmane indique que l'abaya n'est une obligation ni légale ni du Coran tant que les femmes portent une tenue modeste. Ce vêtement reste porté et de nombreuses femmes se plaignent de toujours y être contraintes,,. La nécessité de porter l'abaya ou simplement des vêtements « décents et respectueux, comme les hommes » fait débat, ainsi que sa couleur.
En 2022, l'abaya est interdite aux femmes participant aux examens dans les universités,.

### France
Le 28 septembre 2022, Le Parisien révèle une note du Comité interministériel de prévention de la délinquance et de la radicalisation mettant en garde contre un prosélytisme islamiste encourageant le port de tenues religieuses dans le cadre scolaire, et soulignant les difficultés de chefs d'établissement faisant notamment face au port de l'abaya.
Une autre note du même organisme datée du 27 août 2022 fait état d'une offensive sur Internet de comptes gravitant autour de la mouvance islamiste afin de remettre en cause la loi sur les signes religieux dans les écoles publiques françaises.
Le 16 septembre 2022, le ministre de l’Éducation nationale de l'époque, Pap Ndiaye, adresse une note aux recteurs d'académies, afin de leur rappeler les procédures à suivre en cas d'atteintes à la laïcité dans les établissements, mais sans parler directement de l'abaya.
Début octobre, le syndicat de chefs d'établissements scolaires Indépendance et Direction - FO appelle à donner des directives claires sur les abayas et les qamis.
Le 12 juin 2023, le CFCM affirme dans un communiqué que l'abaya, comme tout autre vêtement, « n’est pas un signe religieux en soi ».
En août 2023, le nouveau ministre de l'Éducation nationale, Gabriel Attal, demande que le port de l'abaya soit interdit dans tous les établissements scolaires publics et annonce le 27 août 2023, lors du journal télévisé de TF1 : « L'école de la république s'est construite autour de valeurs et de principes extrêmement forts, et notamment de la laïcité. La laïcité ce n’est pas une contrainte mais une liberté. La liberté de se forger son opinion et de s'émanciper par l'école. […] Et donc j’ai  décidé qu’on ne pourrait plus porter l'abaya à l’école. »
Le CFCM, par le biais de son vice-président, redit que l'abaya n'est pas un signe religieux, ajoutant : « Je pense que le ministre aurait pu échanger, demander l'avis des responsables religieux. Pour moi, l'abaya n'est pas une tenue religieuse, mais plutôt une forme de mode. »
Saisi d'une requête présentée par l’association Action Droits des musulmans (ADM), le juge des référés du Conseil d’État, le 7 septembre 2023, conforte le gouvernement dans sa décision d'interdire l’abaya et le qamis à l’école.
Le 27 septembre 2024, le Conseil d'État confirme l'interdiction de l'abaya à l'école car le vêtement manifeste ostensiblement une appartenance religieuse.

### Qatar
L'abaya noire est obligatoire au Qatar pour les femmes qataries,, mais elle n'est pas obligatoire pour les femmes étrangères. L’abaya noire se porte par-dessus les habits pour sortir. Le noir peut être atténué par une « bordure de dentelle, une bande de satin ou des broderies en perles ». Des accessoires peuvent être portés avec l'abaya noire ; sac à main, chaussures en vernis noir à talons hauts, baskets de marque ou encore  des sandales laissant visible des ongles de pieds vernis.